# Luke Roberts
Luke Roberts, född 25 januari 1977, Adelaide, är en australisk professionell tävlingscyklist på landsväg och bana. Han tävlar sedan 2011 för Team Saxo-Bank, men har sitt förflutna mestadels inom bancykling. Han har bland annat varit med och vunnit guld i de Olympiska sommarspelens förföljelselopp lag herrar tillsammans med Graeme Brown, Brett Lancaster och Bradley McGee. Laget slog också världsrekord. 
Luke Roberts kommer från en cykelfamilj och började tävlingscykla som 13-åring. 2002 blev han professionell med Team ComNet innan han fortsatte till det danska UCI ProTour-stallet Team CSC 2005. Han stannade där till och med slutet av 2007 och valde därefter att fortsätta tävla för Team Kuota-Senges.
Under 2003 blev Roberts utsedd till det årets bästa australienska bancyklist. I mars 2008 vann han den tredje etappen av den sydafrikanska tävlingen Giro del Capo.
Under säsongen 2009 slutade Roberts på tredje plats på Hürth-Kendenich bakom André Greipel och Christoph Schweizer. Han slutade sexa på etapp 5 av Sachsen Tour. På ett dernylopp i 's Gravenwezel slutade Roberts på fjärde plats bakom Serge Pauwels, Gert Steegmans och Kris Boeckmans. I november vann Roberts Grenobles sexdagars tillsammans med Franco Marvulli framför Jeff Vermeulen/Léon van Bon och Iljo Keisse/Gianni Meersman.

## Stall
- Team ComNet 2002–2004
- Team CSC 2005–2007
- Team Kuota-Senges 2008–2009
- Team Milram 2010
- Team Saxo-Bank 2011–